# Ivan Ahčin
Ivan (tudi Janez) Ahčin, slovenski teolog, katoliški sociolog, publicist in politik, * 9. marec 1897, Domžale,  † 14. februar 1960, Buenos Aires.
Njegovo življenjsko delo je bilo razpeto med znanstvenim in publicističnim udejstvovanjem, novinarskim urednikovanjem in političnim delovanjem. Prvo svetovno vojno je preživel na različnih frontah. Študij bogoslovja je končal leta 1921, promoviral pa je leta 1925. 
Bil je podpredsednik ljubljanske sekcije Jugoslovanskega novinarskega združenja. V letih 1929-1941 je bil glavni urednik Slovenca. Bil je viden predvojni katoliški sociolog. Na ljubljanski teološki fakulteti je predaval sociologijo. Bil je tesno navezan na Antona Korošca in je imel do srbske nadvlade v kraljevini hladen odnos. Zanj je bila značilna velika nestrpnost do komunizma in prostozidarstva. Veliko je objavljal, med drugim v reviji Čas, kjer je bil od leta 1930 sourednik. 
V začetku 1942 se je umaknil v Rim, kjer je organiziral povezavo s slovenskim vodstvom v inozemstvu in ohranjal zvezo z Ljubljano. Po vojni je ostal v tujini in bil profesor na emigrantskih slovenskih bogoslovnih učiliščih. Njegovo znanstveno delo je zajeto predvsem v delih Krščanska sociologija, Sociologija in Socialna ekonomija.
V devetdesetih letih 20. stoletja so v arhivskih fondih odkrili rokopis njegovih političnih spominov na Antona Korošca, ki so jih uredili in objavili v knjigi Izgubljeni spomin na Antona Korošca.